# Logisch-historische Methode
Eine logisch-historische Methode hat in der lange Zeit maßgeblichen, bis auf Friedrich Engels (1820–1895) zurückgehenden Interpretation Karl Marx (1818–1883) für die Darstellung seiner Kritik der politischen Ökonomie gewählt, indem er die ökonomischen Kategorien Ware, einfache, entfaltete, allgemeine Wertform, Geld und Kapital in einer logischen Reihenfolge entwickelt, welche in abstrakter Form die historische Entstehung dieser Kategorien widerspiegele. Diese Deutung ist bis heute umstritten.

## Die logisch-historische Methode nach Friedrich Engels
Nachdem 1859 Zur Kritik der Politischen Oekonomie. Erstes Heft erschienen war, schrieb Friedrich Engels eine Rezension für Das Volk, die Zeitung des Deutschen Arbeiterbildungsvereins in London. Marx hatte sich diesbezüglich an Engels gewandt. Engels sollte „[k]urz über die Methode und das Neue im Inhalt“ schreiben. Die Rezension gliedert sich in zwei Teile, in denen Engels auf die Methode eingeht; ein geplanter dritter Teil, in dem der ökonomische Gehalt behandelt werden sollte, wurde nicht veröffentlicht.

Im ersten Teil der Rezension behandelt Engels Marx’ Auffassung der Geschichte. Im zweiten Teil widmet Engels sich der Methode der Darstellung. Zunächst geht er auf Georg Wilhelm Friedrich Hegel (1770–1831) bzw. dessen Dialektik ein. Zwar sei Hegels Dialektik eine wissenschaftliche Methode, aber sie sei leider idealistisch und spekulativ. Marx habe es aber geschafft, „aus der Hegelschen Logik den Kern herauszuschälen, der Hegels wirkliche Entdeckungen auf diesem Gebiet umfaßt, und die dialektische Methode, entkleidet von ihren idealistischen Umhüllungen, in der einfachen Gestalt herzustellen, in der sie die allein richtige Form der Gedankenentwicklung wird.“ Was der Kern denn sei, schrieb Engels nicht. Jedoch beschrieb er, wie Marx die Kategorien in seiner Darstellung angeordnet habe:
„Die Kritik der Ökonomie, selbst nach gewonnener Methode, konnte noch auf zweierlei Weise angelegt werden: historisch oder logisch. Da in der Geschichte, wie in ihrer literarischen Abspiegelung, die Entwicklung im ganzen und großen auch von den einfachsten zu den komplizierteren Verhältnissen fortgeht, so gab die literargeschichtliche Entwicklung der politischen Ökonomie einen natürlichen Leitfaden, an den die Kritik anknüpfen konnte, und im ganzen und großen würden die ökonomischen Kategorien dabei in derselben Reihenfolge erscheinen wie in der logischen Entwicklung. Diese Form hat scheinbar den Vorzug größerer Klarheit, da ja die wirkliche Entwicklung verfolgt wird, in der Tat aber würde sie dadurch höchstens populärer werden. Die Geschichte geht oft sprungweise und im Zickzack und müßte hierbei überall verfolgt werden, wodurch nicht nur viel Material von geringer Wichtigkeit aufgenommen, sondern auch der Gedankengang oft unterbrochen werden müßte; zudem ließe sich die Geschichte der Ökonomie nicht schreiben ohne die der bürgerlichen Gesellschaft, und damit würde die Arbeit unendlich, da alle Vorarbeiten fehlen. Die logische Behandlungsweise war also allein am Platz. Diese aber ist in der Tat nichts andres als die historische, nur entkleidet der historischen Form und der störenden Zufälligkeiten. Womit diese Geschichte anfängt, damit muß der Gedankengang ebenfalls anfangen, und sein weiterer Fortgang wird nichts sein als das Spiegelbild, in abstrakter und theoretisch konsequenter Form, des historischen Verlaufs; ein korrigiertes Spiegelbild, aber korrigiert nach Gesetzen, die der wirkliche geschichtliche Verlauf selbst an die Hand gibt, indem jedes Moment auf dem Entwicklungspunkt seiner vollen Reife, seiner Klassiziät betrachtet werden kann.“
Engels zog daraus den Schluss, dass vor dem Kapitalismus eine einfache Warenproduktion betrieben wurde. So schrieb er 1895 in seinem Nachtrag zum dritten Buch des Kapital:
„Mit einem Wort: das Marxsche Wertgesetz gilt allgemein, soweit überhaupt ökonomische Gesetze gelten, für die ganze Periode der einfachen Warenproduktion, also bis zur Zeit, wo diese durch den Eintritt der kapitalistischen Produktionsform eine Modifikation erfährt.“
Als weiterer Beleg wird auch herangezogen:
„Der Austausch von Waren zu ihren Werten oder annähernd zu ihren Werten erfordert also eine viel niedrigre Stufe als der Austausch zu Produktionspreisen, wozu eine bestimmte Höhe kapitalistischer Entwicklung nötig ist. … Abgesehn von der Beherrschung der Preise und der Preisbewegung durch das Wertgesetz, ist es also durchaus sachgemäß, die Werte der Waren nicht nur theoretisch, sondern historisch als das prius der Produktionspreise zu betrachten.“

Diese Interpretation von Marx’ Werk war lange Zeit sowohl im orthodoxen Marxismus, dem Marxismus-Leninismus als auch dem westlichen Marxismus unumstritten. In diesem Sinne hätte Marx entsprechende Überlegungen von Georg Wilhelm Friedrich Hegel fortgesetzt. 
„Nach dieser Idee behaupte ich nun, daß die Aufeinanderfolge der Systeme der Philosophie in der Geschichte dieselbe ist als die Aufeinanderfolge in der logischen Ableitung der Begriffsbestimmungen der Idee. Ich behaupte, daß, wenn man die Grundbegriffe der in der Geschichte der Philosophie erschienenen Systeme rein dessen entkleidet, was ihre äußerliche Gestaltung, ihre Anwendung auf das Besondere und dergleichen betrifft, so erhält man die verschiedenen Stufen der Bestimmung der Idee selbst in ihrem logischen Begriffe.
Umgekehrt, den logischen Fortgang für sich genommen, so hat man darin nach seinen Hauptmomenten den Fortgang der geschichtlichen Erscheinungen; - aber man muß freilich diese reinen Begriffe in dem zu erkennen wissen, was die geschichtliche Gestalt enthält.“
Zwar zeugen Marx’ Grundrisse davon, wie Marx über die zu wählende Methode nachdachte, aber am Anfang seines Werkes Zur Kritik von 1859 erläuterte er seine gewählte Methode kaum. Marx selbst widersprach Engels’ Rezension jedenfalls nicht; jedoch kritisierten beide einander oft nur schonend. Zudem zitierte Marx die Rezension niemals – nicht einmal in relevanten Kontexten, wie zum Beispiel im Nachwort der Zweitauflage des ersten Bandes von Das Kapital.

## Kritik

### Kritiker in realsozialistischen Staaten
Bereits der sowjetische Theoretiker Isaak Iljitsch Rubin (1886–1937) kritisierte Engels’ historisierende Interpretation. Rubin sah in Marx’ dialektischer Darstellung der Kategorien, die für bestimmte Formen gesellschaftlichen Reichtums stehen, eine Form wissenschaftlicher Begründung: Marx leite aus einfacheren Kategorien komplexere Kategorien her und zeige, wie die Kategorien notwendig miteinander zusammenhingen.
Bereits Marx selbst habe begünstigt, dass seine Methode zu historisch gedeutet werde: er habe die Kategorie der abstrakten Arbeit teils physiologisch bestimmt; daher werde diese Kategorie so gedeutet, als bezeichne sie etwas, was es in allen Gesellschaftsformationen gebe. Demgegenüber betonte Rubin, dass abstrakte Arbeit eine bestimmte historische Form sei, in der ein gesellschaftlicher Zusammenhang zwischen konkreten Arbeiten hergestellt werde. Um zu präzisieren, unterschied Rubin zwischen physiologisch gleicher Arbeit, gesellschaftlich gleichgesetzter Arbeit und abstrakter Arbeit.
Rubin interpretierte, wie Marx die Kategorie des Geldes entwickelte, nicht als abstrakte Entstehungsgeschichte des Geldes, sondern als eine Weiterentwicklung der Kategorien. Indem Rubin hervorhob, dass abstrakte Arbeit und Geld notwendig miteinander verbunden seien, unterschied er sich von vielen anderen Interpreten der Marxschen Wert- und Geldtheorie, laut denen abstrakte Arbeit historisch vor und logisch unabhängig vom Geld bestehen könne, auch wenn Rubin diese nicht explizit kritisierte.
Indem Marx die einfache Zirkulation von Ware und Geld untersuche, betrachte er, so Rubin, auf relativ abstrakter Ebene ein Moment der kapitalistischen Produktionsweise. Dabei seien Wert und Warenproduzenten auf eine besondere Art bestimmt; diese Bestimmungen würden voraussetzen, dass es Klassen gebe. Zudem tauchten laut Rubin diese Bestimmungen später in komplexeren Kategorien bzw. konkreteren Stufen der Darstellung wieder auf: die Verhältnisse zwischen den Produzenten nähmen die Form von Geld, Kapital, Lohn und Profit an. Die entsprechenden Kategorien seien somit logische Versionen der Kategorie des Wertes. Rubin sah daher in der Analyse der einfachen Zirkulation keine abstrakte Skizze einer historischen Epoche, in der einfache Warenproduktion geherrscht habe.
Rubin grenzte sich explizit von Engels’ Deutung ab, wonach Wert- und Preiskategorie jeweils für verschiedene historische Epochen, die aufeinander gefolgt seien, stünden. Rubin konzedierte, Marx selbst habe eine solche Deutung mit Passagen begünstigt, wonach „die Werte der Waren nicht nur theoretisch, sondern historisch als das prius der Produktionspreise zu betrachten“ seien. Jedoch sah Rubin einen Gegensatz zwischen Engels und Marx. Engels hatte 1895 in seinem Artikel Wertgesetz und Profitrate in Die Neue Zeit behauptet, dass Wertgesetz habe zwar in einer vorkapitalistischen Gesellschaft einfacher Warenproduktion volle Gültigkeit besessen, aber in der kapitalistischen Gesellschaft, in der die Preisform den Wert nicht adäquat wiedergebe, gelte das Wertgesetz nicht mehr vollkommen. Rubin entgegnete, Marx habe solche Mythen bereits in der klassischen politischen Ökonomie entdeckt und kritisiert. Rubin verwies darauf, wie Marx sich in Theorien über den Mehrwert mit Robert Torrens (1780–1864) und dessen Kritik an David Ricardos (1772–1823) Verteidigung des Wertgesetzes auseinandergesetzt hatte. Um die Spannungen zu lösen, verwies Rubin auf das Methodenkapitel der Einleitung von Zur Kritik der Politischen Ökonomie. Anstatt die Kategorien als unmittelbar empirische zu deuten, gehören laut Rubin die Kategorie des Wertes im ersten Band von Das Kapital und die Kategorie des Produktionspreises aus dem dritten Band zu derselben Theorie der kapitalistischen Wirtschaftsweise; die beiden Kategorien befänden sich jedoch auf verschiedenen Ebenen: die Wertkategorie auf einer abstrakteren, die Produktionspreiskategorie auf einer konkreten Stufe der Darstellung. Die einfacheren Kategorien existierten, so Rubin, „nur als abstrakte, einseitige Beziehung eines schon gegebnen konkreten, lebendigen Ganzen.“
Die Bedingungen, um das Marx-Engels-Verhältnis zu problematisieren, waren unter Josef Stalin (1878–1953) ungünstig. So fiel etwa Rubin den Säuberungen zum Opfer. Später wurde es leichter. So gab es in den 1970er Jahren in Moskau an der Lomonossow-Universität Kontroversen. Der Forscher Vladimir Petrovic Schkredov, der Rubin rezipierte und auch Hans-Georg Backhaus’ Werke in seinen Seminaren behandelte, bestritt die historische Lesart. Nach Schkredov behandle Marx am Anfang von Das Kapital einen kapitalistischen Warentausch in unmittelbarer abstrakter Form und keine vorkapitalistische einfache Warenproduktion, wie sein Kontrahent N. Chessin meinte. Auch Forscher in der DDR rezipierten diese Debatte und kritisierten die historische Lesart von Engels, wie etwa Wolfgang Jahn (1922–2001) und Rolf Hecker (* 1953), was sich in mehreren Forschungsbeiträgen niederschlug.

### Japanische Kritiker
In Japan wird die Frage nach dem Marx-Engels-Verhältnis seit der Zeit nach dem Zweiten Weltkrieg diskutiert. So bestritt Sekisuke Mita (1906–1975) die logisch-historische Interpretation. Nach Mita stütze sich Marx auf eine analytische Methode, die der klassischen politischen Ökonomie angehöre, und füge ihr eine dialektische Methode der Entwicklung hinzu.
Laut Kan’ichi Kuroda (1927–2006) sei die Theoriebildung von Kozo Uno (1897–1977) mit der Interpretation, wonach Marx am Anfang von Das Kapital eine einfache Warenproduktion behandele, nicht vereinbar. Uno griff Marx’ theoretische Arbeit auf und modifizierte sie. Charakteristisch für Unos eigene theoretische Arbeit war, dass er drei Ebenen deutlich auseinanderhalten wollte, nämlich eine reine kapitalistische Gesellschaft, verschiedene historische Stadien des Kapitalismus (Merkantilismus, Liberalismus, Imperialismus) und die Untersuchung einer bestimmten kapitalistischen Gesellschaft zu einer bestimmten Zeit. Ebenso wollte Uno die Zirkulation, Produktion und Distribution theoretisch klar voneinander trennen. Uno begann die Darstellung der reinen kapitalistischen Gesellschaft mit der Zirkulation, wobei nur die Formen der Zirkulation behandelt werden sollten; demnach müsse die Produktion bzw. die abstrakte Arbeit als Wertsubstanz der Ware später dargestellt werden.

### Französischer Strukturalismus
Louis Althusser (1918–1990) sah in Das Kapital eine Analyse der Grundstrukturen der kapitalistischen Produktionsweise und kein empirisch-historisches Werk; die Deutung, wonach Marx eine logisch-historische Methode vertreten habe, verwarf er.
Expliziter als Althusser kritisierte Jacques Rancière (* 1940) historisierende Lesarten. Rancière deutete den Anfang von Das Kapital so, dass Marx in seiner Analyse kapitalistische Verhältnisse voraussetze. Marx wolle nicht die besonderen Eigenschaften jeder Ware behandeln, sondern die Warenform als einfachste Form der kapitalistischen Wirtschaftsweise analysieren; ausgehend von dieser Form könne man andere Formen des Reichtums erschließen bzw. verstehen.
Er kritisierte explizit Engels’ Interpretation des Wertgesetzes. Die Kategorie des Wertes und die des Preises bzw. die Kategorien „Mehrwert“ und „Profit“ seien, so Rancière, auf verschiedenen Stufen der Theorie. Im Gegensatz zur Preis- und Profitkategorie entspreche der Wert- und Mehrwertkategorie nichts unmittelbar empirisch; das Wesen und seine Erscheinung bestünden jedoch zur gleichen Zeit und würden mittels Begriffen aufeinander bezogen. Die Profitform sei die Erscheinungsform des Mehrwerts, aber nicht gestört; das Wertgesetz behaupte sich erst voll unter kapitalistischen Bedingungen und erscheine in den Preisbewegungen. Engels habe die Abstraktionen fälschlicherweise für etwas gehalten, dem etwas Historisches, das sich unmittelbar empirisch feststellen lasse, entspreche und eine zeitliche Abfolge hineingedeutet; da Engels übersehen habe, wie Wesen und Erscheinung vermittelt seien, habe er das vollgültige Wertgesetz in vorkapitalistische Zeiten übertragen. Rancière verweist in diesem Zusammenhang darauf, dass Marx bereits Adam Smith (1723–1790) für diese Projektion kritisiert hatte. Laut Rancière habe Engels damit versucht, Marx’ Theorie so zu deuten, auf dass sie nicht so unangemessen abstrakt wie die Theorien David Ricardos würden. Doch Marx selbst habe bereits in Theorien über den Mehrwert Ricardo gerade dafür kritisiert nicht hinreichend vom Empirischen abstrahiert zu haben.

### Neue Marx-Lektüre
Die Vertreter der Neuen Marx-Lektüre, die in Rubin ihren Vorläufer sehen, deuten Marx’ Darstellung logisch-systematisch. Demnach will Marx primär die Strukturen des kapitalistischen Systems auf verschiedenen Abstraktionsebenen untersuchen, aber nicht geschichtliche Vorgänge abstrakt darstellen. Sie bestreiten nicht, dass Historisches in Das Kapital eine Rolle spielt, sondern bestimmen den Status des Historischen anders. So haben zwar die Kategorien einen bestimmten historischen Inhalt, aber die Reihenfolge des Historischen bestimmt nicht die Reihenfolge, in der die Kategorien dargestellt werden; die Kategorien bestimmen in gewisser Weise die historischen Passagen: erst nachdem die Kategorie des Kapitals theoretisch entwickelt worden ist, kann auf dieser Grundlage entschieden werden, welche geschichtlichen Vorgänge relevant sind. Ferner thematisiert die Darstellung des Systems bestimmte geschichtliche Dynamiken, die sich aus den Strukturen ergeben und sich in der kapitalistischen Gesellschaft entwickeln, wie zum Beispiel Klassenkämpfe. Schließlich begrenzen bzw. ergänzen historische Passagen die logisch-systematische Darstellung. Zwar stellt Marx das kapitalistische System als etwas, das auf Voraussetzungen beruht und seine eigenen Voraussetzungen reproduziert, dar, aber um zu erklären, wie diese Voraussetzungen geworden sind, bedarf es der historischen Darstellung. Wäre die logische Analyse letztlich eine historische, dann könnte man nicht mehr, so das Argument der neuen Marx-Lesenden, zwischen der dialektischen Darstellung, die durch historische Darstellungen ergänzt werden muss, und einer historischen Darstellung unterscheiden. Auf den Unterschied wies Marx im sogenannten Urtext von Zur Kritik der politischen Ökonomie hin. Er behandelte den Übergang vom Geld zum Kapital. Dabei grenzte er die dialektische Darstellung der Kategorien von dem historischen Vorgang, in dem der doppelt freie Arbeiter entstanden ist, ab und betonte, dass „die dialektische Form der Darstellung nur richtig ist, wenn sie ihre Grenzen kennt“. So behandelte Marx erst am Ende von Das Kapital die sogenannte ursprüngliche Akkumulation, um die historische Entstehung des doppelt freien Arbeiters zu skizzieren.
Einige Vertreter argumentieren, selbst wenn Logisches und Historisches teils parallel zueinander verliefen, so komme es darauf nicht an. Um zu verstehen und zu begründen, wie die verschiedenen ökonomischen Formen, die dem Ganzen der kapitalistischen Gesellschaft angehören, notwendig miteinander zusammenhängen und wie sich diese Totalität reproduziert, bedarf es einer Strukturanalyse, da man dieses epistemische Ziel nicht erreichen könne, indem man die historische Genesis beschreibe.
Laut Heinz-Dieter Kittsteiner (1942–2008) belege der Briefwechsel zwischen Marx und Engels, dass Engels’ Rezension nur ein „Verlegenheitsprodukt“ sei. Marx drängte Engels und dieser sagte schließlich zu, obgleich er angemerkt hatte, dafür nicht fähig genug zu sein. Einige Punkte, die Marx für besonders wichtig erachtete, wurden von Engels nicht thematisiert. Engels habe Marx teils falsch verstanden, weil sich Engels anders zu Hegels Philosophie verhalten und etwas anderes darunter verstanden habe, was es bedeute, kritisch an Hegel anzuknüpfen; daher habe er ein anderes Verständnis von Wissenschaft als System entwickelt. Zudem sei sich Marx selbst auch 1858 noch unsicher gewesen, wie er dialektische und historische Darstellungen verbinden könne. Jedoch zeige schließlich das Manuskript Urtext eine deutlichere Trennung. Kittsteiner verfolgt ferner, wozu Engels’ Lesart führte: zu einer pragmatischen Ableitung des Geldes, zu der Deutung, die ersten drei Kapitel von Das Kapital behandelten eine Periode einfacher Warenproduktion, und zu einer historischen Interpretation dessen, was Marx Umschlag der Aneignungsgesetze nannte. Mit Letzterem habe Engels unbeabsichtigt Vorlagen geliefert, mit denen später marxistisch-leninistische Ökonomen in den realsozialistischen Staaten mangelhafte theoretische Konstrukte geschaffen hätten, nämlich bestimmte Konzepte sozialistischer Warenproduktion.